# Langensari (Blanakan)
Langensari is een bestuurslaag in het regentschap Subang van de provincie West-Java, Indonesië. Langensari telt 3233 inwoners (volkstelling 2010).